# Nicoletta
Nicoletta ist ein weiblicher Vorname. Er und seine Varianten sind Diminutive zu Nicola, Nikola und Nicole, die wiederum auf den Namen Nikolaus zurückgehen. 
Während Nicoletta mit Doppel-"t" in Italien weit verbreitet ist, wird in Rumänien die Variante mit einem "t" bevorzugt.

## Varianten
Nicolet, Nicoleta, Nicolette, Nicollette, Nikoleta, Nikoletta, Colette

## Namenstag
6. März, Gedenktag der Nicolette von Corbie (auch Coleta Boillet), französische Nonne und Klostergründerin, 1807 von der katholischen Kirche heiliggesprochen (auch Sainte Colette)

## Bekannte Namensträgerinnen
Nicolet:
- Nicolet Bakker (* 1984), niederländische Fußballschiedsrichterassistentin

Nicoleta:
- Nicoleta Albu (* 1988), rumänische Ruderin
- Nicoleta-Ancuța Bodnar (* 1998), rumänische Ruderin und Olympiasiegerin
- Nicoleta Craita Ten’o (* 1983), deutsch-rumänische Schriftstellerin
- Nicoleta-Cătălina Dascălu (* 1995), rumänische Tennisspielerin
- Nicoleta Esinencu (* 1978), moldauische Autorin
- Nicoleta Grasu (* 1971), rumänische Diskuswerferin
- Nicoleta Luca-Meițoiu (* 1969), rumänische Pianistin

Nicoletta:
- Nicoletta (Sängerin) (* 1944), französische Chansonsängerin
- Nicoletta Braschi (* 1960), italienische Schauspielerin
- Nicoletta Cimmino (* 1974), Schweizer Journalistin, 2019 Schweizer Journalistin des Jahres
- Nicoletta Machiavelli (1944–2015), italienische Schauspielerin
- Nicoletta Merighetti (* 1966), italienische Skirennläuferin
- Nicoletta Romanoff (* 1979), italienische Schauspielerin
- Nicoletta Spelgatti (* 1971), italienische Politikerin
- Nicoletta Vittoria Spezzati ASC (* 1948), italienische Ordensschwester
- Nicoletta Strambelli (* 1948), italienische Popsängerin, bekannt als Patty Pravo
- Nicoletta della Valle (* 1961), Schweizer Juristin

Nicolette:
- Nicolette (Musikerin) (* 1964), britische Singer-Songwriterin und Electronica-DJ
- Nicolette van Dam (* 1984), niederländische Schauspielerin, Moderatorin und Synchronsprecherin
- Nicolette Fernandes (* 1983), guyanische Squashspielerin
- Nicolette Goulet (1956–2008), US-amerikanische Schauspielerin
- Nicolette Hellemans (* 1961), niederländische Ruderin
- Nicolette Krebitz (* 1972), deutsche Schauspielerin
- Nicolette Kressl (* 1958), deutsche Politikerin (SPD)
- Nicolette Larson (1952–1997), US-amerikanische Pop- und Country-Sängerin
- Nicolette Mout (* 1945), niederländische Historikerin
- Nicolette Scorsese (* 1954), US-amerikanische Schauspielerin

Nicollette:
- Nicollette Sheridan (* 1963), US-amerikanische Schauspielerin britischer Herkunft